# Honey, I Shrunk the Kids (film)
Honey, I Shrunk the kids is een Amerikaanse film uit 1989 geregisseerd door Joe Johnston. De film werd uitgebracht door Walt Disney Pictures. Hoofdrollen worden vertolkt door Rick Moranis, Matt Frewer, en Marcia Strassman.

## Verhaal
De verstrooide uitvinder Wayne Szalinski werkt aan zijn nieuwste creatie, een machine die mensen en voorwerpen kan doen krimpen tot 1% van hun normale omvang. De machine werkt echter nog niet goed, en vernietigt constant voorwerpen met zijn laserstraal in plaats van dat ze verkleind worden. Wayne is zo druk bezig met zijn uitvinding, dat hij zijn gezin verwaarloost. Zijn vrouw Diane, die werkt als makelaar, brengt de nacht bij haar moeder door, en zijn kinderen, Amy en Nick, moeten zichzelf grotendeels zien te redden. Wayne heeft ook problemen met zijn buurman, "Big Russ" Thompson. Thompsons kinderen, Ron en "Little Russ", vinden hun buren ook maar vreemd.
Wanneer Little Russ bij het honkballen per ongeluk een honkbal door het raam van de Szalinski’s slaat, activeert hij onbedoeld de verkleinmachine. Wanneer Amy, Russ, Nick en Ron de zolder bezoeken om de bal terug te halen, worden ze alle vier door de machine verkleind tot het formaat van insecten. Daarna wordt de machine weer gedeactiveerd zodat er geen bewijs is dat hij gewerkt heeft. Wayne komt weer terug, en de kinderen proberen wanhopig zijn aandacht te trekken. Wayne heeft echter enkel oog voor zijn machine. Denkend dat het ding nog steeds niet werkt, haalt hij hem uit elkaar en gooit hem voor een deel bij het afval. Hierbij gooit hij ook per ongeluk de vier kinderen naar buiten. Ze belanden in de tuin van het huis.
De vier zijn nu gedwongen om te proberen het huis weer te bereiken in de hoop Wayne alsnog te waarschuwen. Dat blijkt niet makkelijk, daar gezien hun formaat het grasveld achter het huis een soort oerwoud is geworden. Ondertussen ontdekt Wayne het gebroken raam, ziet de honkbal, en concludeert dat de verkleinmachine geactiveerd is geweest. Tot zijn schok beseft hij wat er met de kinderen gebeurd moet zijn, en hij begint wanhopig het grasveld af te zoeken naar het viertal, maar zonder resultaat.
De kinderen weten uiteindelijk het huis te bereiken met behulp van een mier. Vervolgens dringen ze het huis binnen met behulp van hun hond, Quark. In het huis worden de vier uiteindelijk gevonden door Wayne, die inmiddels zijn machine alweer heeft hersteld. Door de aanwijzingen van de kinderen ontdekt hij hoe hij kan voorkomen dat de machine juist dingen opblaast, en herstelt de vier naar hun normale formaat.

## Rolverdeling
| Acteur              | Personage            |
| ------------------- | -------------------- |
| Rick Moranis        | Wayne Szalinski      |
| Matt Frewer         | Big Russ Thompson    |
| Marcia Strassman    | Diane Szalinski      |
| Kristine Sutherland | Mae Thompson         |
| Amy O'Neill         | Amy Szalinski        |
| Robert Oliveri      | Nick Szalinski       |
| Jared Rushton       | Ron Thompson         |
| Thomas Wilson Brown | Little Russ Thompson |
| Carl Steven         | Tommy Pervis         |
| Mark L. Taylor      | Don Forrester        |
| Kimmy Robertson     | Gloria Forrester     |
| Lou Cutell          | Dr. Brainard         |

## Achtergrond

### Productie
De film werd eind 1988 opgenomen. Opnames vonden onder andere plaats in Mexico-Stad en San Diego. De scène waarin Diane een supermarkt verlaat werd opgenomen in een supermarkt in Beverly Hills.
De titel van de film werd een paar keer aangepast tijdens de productie. Oorspronkelijk zou de film "Teenie Weenies" gaan heten, maar die titel werd verworpen uit angst dat de film dan te veel zou klinken als een kinderfilm en geen volwassen publiek zou aanspreken. Andere titels die in aanmerking kwamen waren "Grounded" en "The Big Backyard".
John Candy en Chevy Chase werden aanvankelijk benaderd voor de rol van Wayne Szalinski, maar beide wezen de rol af. Candy gaf regisseur Joe Johnson echter het advies om Rick Moranis te vragen voor de rol. Moranis accepteerde.

### Vervolgen
In 1992 kreeg de film een vervolg getiteld Honey, I Blew Up the Kid. Rick Moranis en Marcia Strassman spelen ook in deze film mee als Wayne en Diane Szalinski.
In 1994 werd in Walt Disney Worlds Epcot de 3D-attractie Honey, I Shrunk the Audience geopend. Deze attractie werd nadien ook overgenomen door Tokyo Disneyland, Disneyland, en Disneyland Parijs.
In 1997 volgde een tweede vervolgfilm getiteld Honey, We Shrunk Ourselves. Deze film werd uitgebracht als direct-naar-video. Alleen Rick Moranis vertolkt hierin wederom de rol van zijn personage uit de originele film. De film introduceert tevens een aantal nieuwe personages.
Ten slotte kreeg de film een spin-off in de vorm van een televisieserie, eveneens getiteld Honey, I Shrunk the Kids. Peter Scolari nam hierin de rol van Wayne Szalinski over.

## Prijzen en nominaties
| jaar | prijs                            | categorie                      | genomineerde(n)                            | uitslag     |
| ---- | -------------------------------- | ------------------------------ | ------------------------------------------ | ----------- |
| 1990 | ASCAP Award                      | Top Box Office Films           | James Horner                               | gewonnen    |
| 1990 | International Fantasy Film Award | beste film                     | Joe Johnston                               | genomineerd |
| 1990 | Young Artist Award               | Beste familiefilm - komedie    | -                                          | genomineerd |
| 1990 | Young Artist Award               | Beste jonge acteur in een film | Jared Rushton                              | genomineerd |
| 1990 | Young Artist Award               | Beste jonge vrouwelijke bijrol | Amy O'Neill                                | genomineerd |
| 1991 | Saturn Award                     | Beste muziek                   | James Horner                               | genomineerd |
| 1991 | Saturn Award                     | Beste jonge acteur             | Thomas Wilson Brown                        | genomineerd |
| 1991 | Saturn Award                     | Beste jonge acteur             | Robert Oliveri                             | genomineerd |
| 1991 | Saturn Award                     | Beste jonge acteur             | Jared Rushton                              | genomineerd |
| 1991 | Saturn Award                     | Beste sciencefictionfilm       | -                                          | genomineerd |
| 1991 | Saturn Award                     | Beste speciale effecten        | Rick Fichter, David Sosalla, Peter Chesney | genomineerd |
| 1991 | BAFTA Film Award                 | beste visuele effecten         | het hele special=effectsproductieteam      | gewonnen    |

## Trivia
Het is zeker niet de eerste keer dat verkleinen in een film voorkomt. Een voorbeeld daarvan is te zien in de Our Gang film Mary Queen of Tots, uit 1925. Hier komt echter geen machine aan te pas.